# Gare de Blida
La gare de Blida est une gare ferroviaire algérienne située sur le territoire de la commune de Blida, dans la wilaya de Blida.

## Situation ferroviaire
La gare est située sur la ligne d'Alger à Oran, entre les gares de Beni Mered et de Chiffa.

## Service des voyageurs

### Desserte
La gare de Blida est desservie par les trains :
- grandes lignes de la liaison  Alger - Oran[1] ;
- régionaux de la liaison Alger - Chlef[2] ;
- du réseau ferré de la banlieue d'Alger assurant la liaison Alger - El Affroun[3].